# NGC 2654
NGC 2654 é uma galáxia espiral barrada (SBab) localizada na direcção da constelação de Ursa Major. Possui uma declinação de +60° 13' 15" e uma ascensão recta de 8 horas, 49 minutos e 12,0 segundos.
A galáxia NGC 2654 foi descoberta em 18 de Agosto de 1882 por Ernst Wilhelm Leberecht Tempel.